# Kawaguchi-See
Der Kawaguchi-See (jap. 河口湖 Kawaguchi-ko) ist einer der Fünf Fuji-Seen in der Nähe des Bergs Fuji in Japan. 
Er liegt bei Fujikawaguchiko in der Präfektur Yamanashi und ist – an der Zahl der Touristen gemessen – der bekannteste der Fünf Fuji-Seen. Er ist Teil des Fuji-Hakone-Izu-Nationalparks. Seit dem 22. Juni 2013 gehört er zum Weltkulturerbe des Fuji.
Kawaguchiko dient während der Klettersaison (Juli und August) auch als wichtige Zwischenstation zur Besteigung des Fujisan. Er liegt auf einer Höhe von 831 m, was zu relativ kühlen Sommern und oft eiskalten Wintern führt. 
Kawaguchiko hat in den letzten Jahren dem nahegelegenen Yamanaka-See den Rang der beliebtesten Region in der Gegend abgelaufen. 

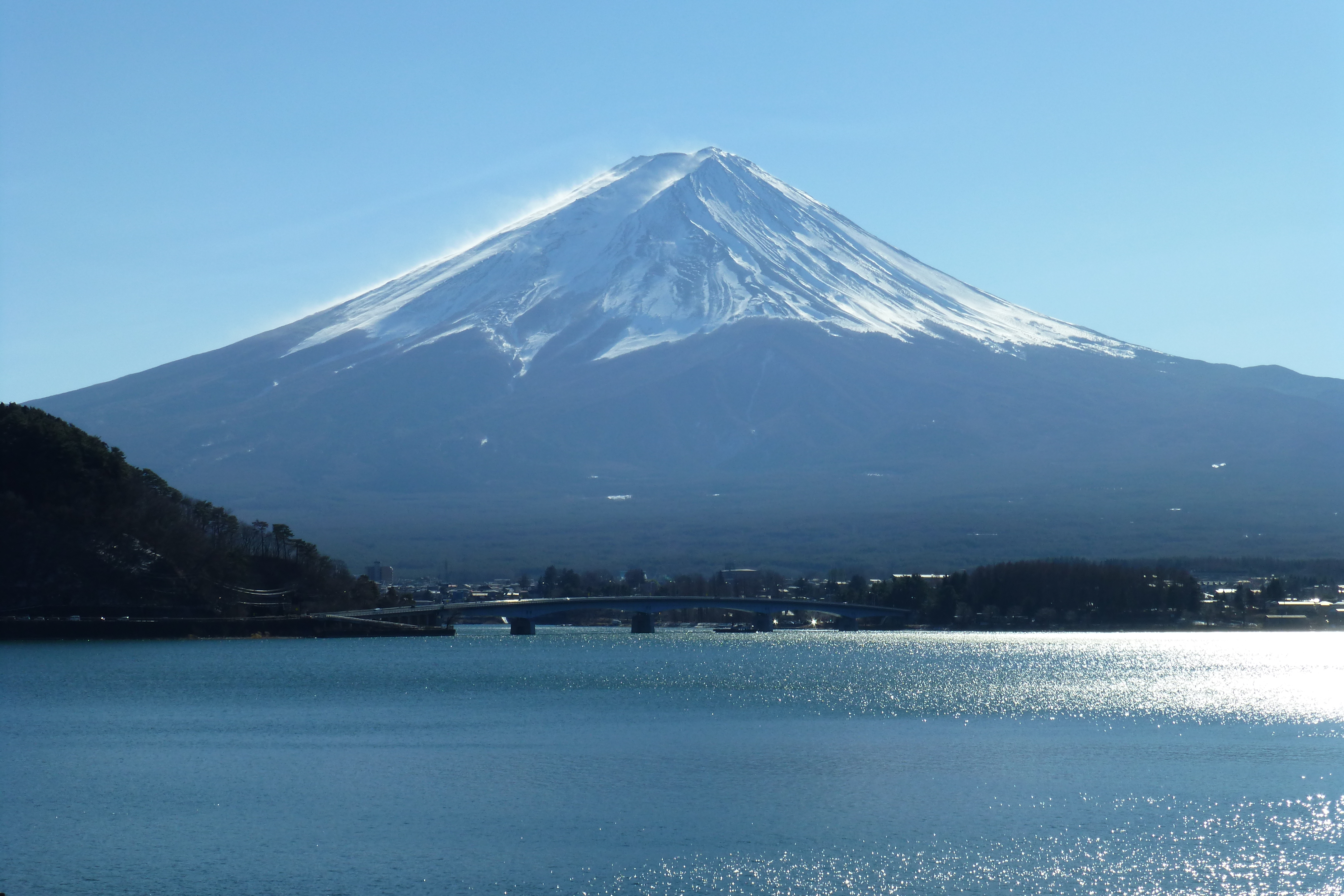
Der Fuji und der Kawaguchi-See
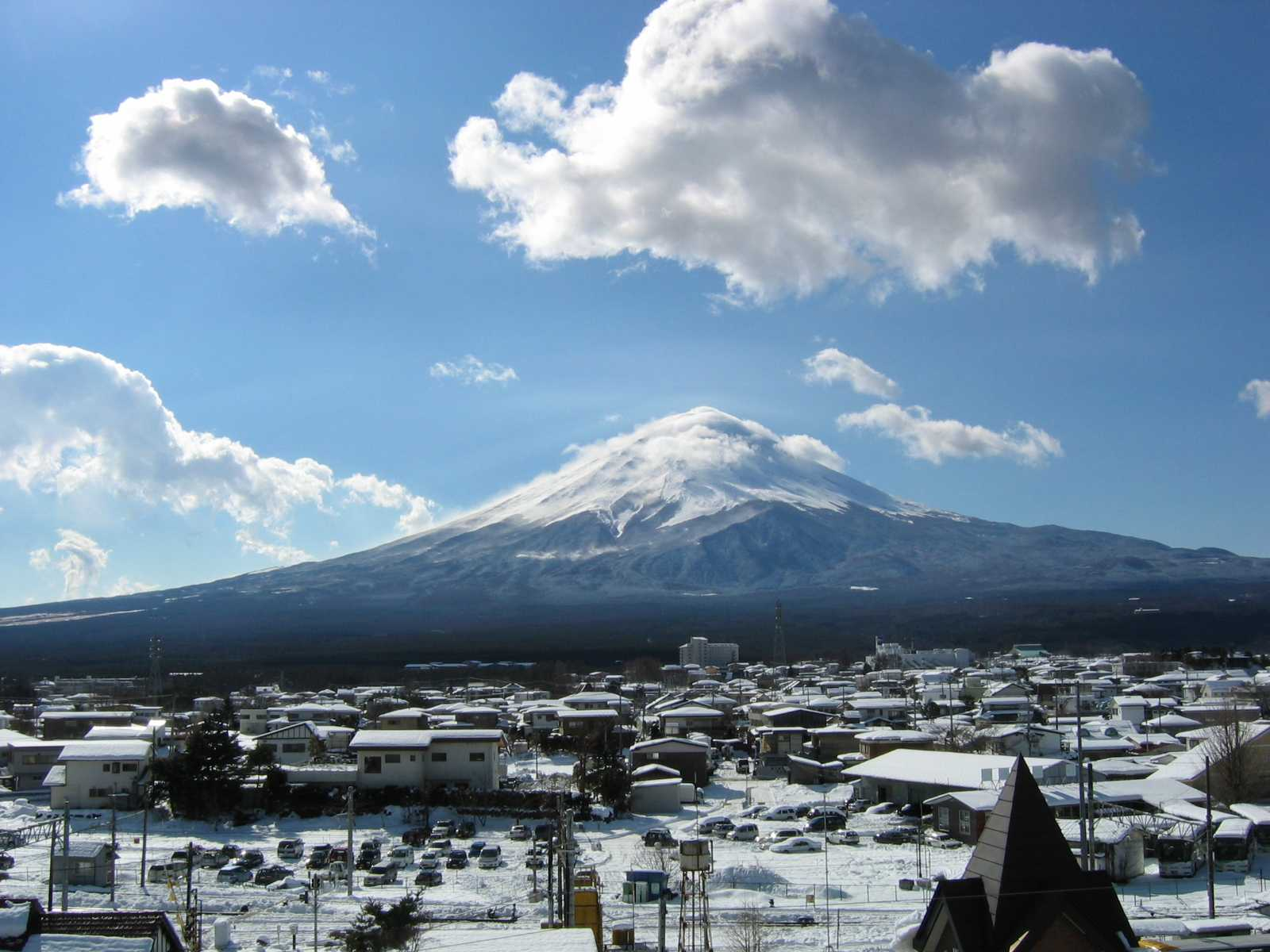
Der Fuji und der Bahnhof Kawaguchiko
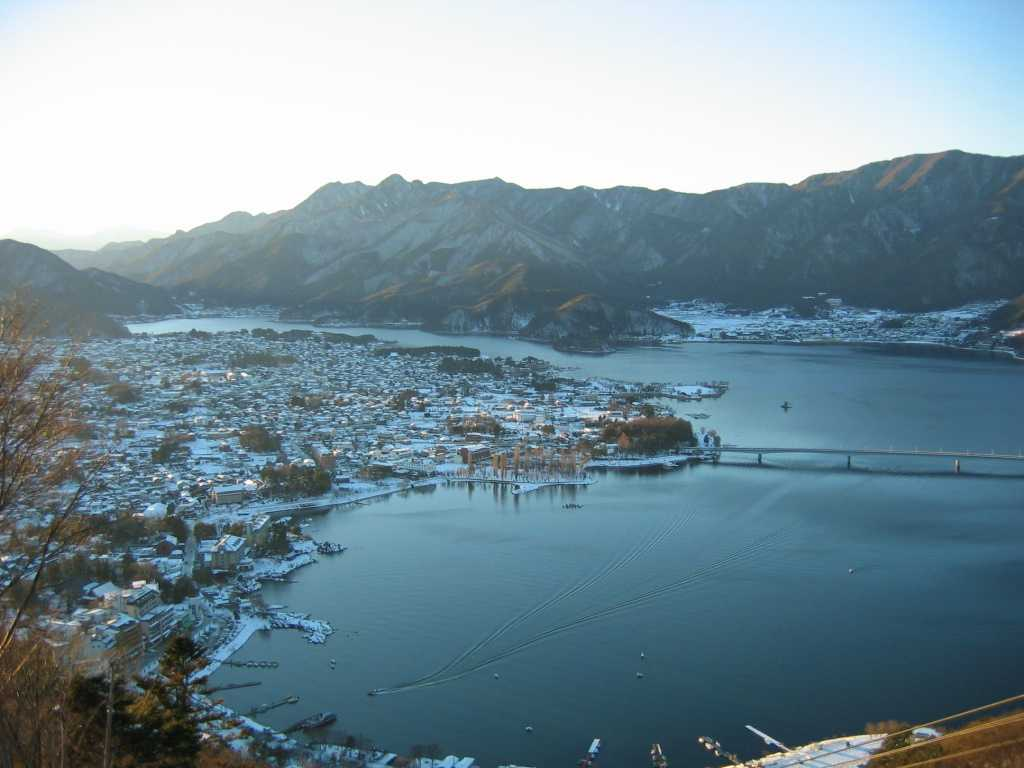
Der Kawaguchi-See vom Kachikachi-Gebirge aus